# Партизански отряд „Асен Златаров“
Партизански отряд „Асен Златаров“ действа в Седма Хасковска въстаническа оперативна зона на НОВА по време на партизанското движение в България (1941-1944), в околностите на Хасково.
Първите партизани в Хасковско излизат в нелегалност през септември 1941 г. Създават първата партизанска група. Командир е парашутистът Продан Табаков. Претърпяват полицейски удар в края на 1941 г.
През януари 1942 г. партизанската група е възстановена. След разрастване прераства през май 1944 г. в отряд „Асен Златаров“. Командир на отряда е Иван Араклиев, политкомисар Янчо Костов.
Води сражение с полицията в местността „Карамухмутли“. Извършва акции в с. Болярово и с. Светлина.
На 9 септември 1944 г. участва в установяването на властта на ОФ в Хасково.